# 日鉄鋼板
日鉄鋼板株式会社（にってつこうはん、英文社名 NIPPON STEEL COATED SHEET CORPORATION）は、めっき鋼板などの表面処理鋼板を主力とする建築物用鋼板メーカーである。日本製鉄の完全子会社。略称は「NISC」。

## 概要
大手高炉メーカーの日本製鉄が出資する建材鋼板メーカーである。旧新日鉄グループの日鉄鋼板と旧住友金属グループの住友金属建材の建材鋼板部門を事業統合して、2006年（平成18年）に日鉄住金鋼板が設立された。その後、2019年4月1日に現商号に変更した。
事業領域は、各種建材鋼板（薄板）の製造・販売と建築物の設計・監理・工事請負である。製品には、めっき鋼板（溶融亜鉛めっき鋼板・ガルバリウム鋼板）やそれらを加工した塗装鋼板・ポリ塩化ビニル被覆鋼板、塗装ステンレス鋼板などの表面処理鋼板や、金属屋根、金属壁、金属断熱サンドイッチパネルがある。外装建材用表面処理鋼板は国内最大手であり、その国内シェアは40％以上、金属断熱サンドイッチパネルは80％以上である。
本社は東京都中央区日本橋本町一丁目にある第10中央ビルに入居する。支店は大阪市・名古屋市・福岡市・仙台市・江別市の５か所に、営業所は富山市の１か所に配置されている。製造拠点は、西日本製造所［尼崎地区］（兵庫県尼崎市）・東日本製造所［船橋地区］（千葉県船橋市）・同［市川地区］（千葉県市川市）・パネル建材製造所［堺地区］（大阪府堺市堺区）・同［湖南地区］（滋賀県湖南市）・東日本鋼板加工製造部［市川地区］（千葉県市川市）・西日本鋼板加工製造部［大阪地区］（兵庫県尼崎市）・同［愛知地区］（愛知県豊川市）の８か所がある。

## 沿革
日鉄住金鋼板は、2006年（平成18年）に住友金属建材（現 日鉄建材）の建材薄板部門を会社分割により日鉄鋼板（2002～2006年）へ統合し、社名変更の上発足した。日鉄鋼板は大同鋼板（初代）と大洋製鋼を、住友金属建材は住金鋼材工業・イゲタ鋼板・イゲタ建材の3社をそれぞれ前身にもつ。
日鉄鋼板は、2020年（令和2年）7月1日に日鉄日新製鋼建材を吸収合併し、現体制となった。日鉄日新製鋼建材は、2016年（平成28年）に日鉄日新製鋼（現 日本製鉄）の市川製造所を会社分割により日新総合建材へ統合し、日新製鋼建材が発足した後、2019年(平成31年）に、商号変更により発足した会社である。日新総合建材は、新星工業と月星工業を前身にもつ。
大同鋼板と大洋製鋼の統合、日鉄鋼板と住友金属建材の統合のいずれも大同鋼板（日鉄鋼板）が存続会社となっているため、日鉄住金鋼板は大同鋼板設立の1950年（昭和25年）を設立年としている。

### 大同鋼板→日鉄鋼板
大同鋼板（初代）及び日鉄鋼板の前身は、1899年（明治32年）に創業した富永鋼業株式会社である。同社は鋼板の輸入を目的に大阪で創業、1924年（大正13年）には輸入薄板を原板に亜鉛めっき鋼板の製造を始めた。1932年（昭和7年）には原板自給のため薄板用圧延機を導入。1938年（昭和13年）には平炉を導入して薄板の原料を自給した。1941年（昭和16年）に取引関係のあった大同製鋼（大同特殊鋼の前身）と合併するが、戦後過度経済力集中排除法の対象となったため、1950年（昭和25年）に大同鋼板株式会社として分離・再発足した。大同鋼板は1952年（昭和27年）以降平炉を休止し、新日鉄の前身・富士製鐵系列の単圧メーカーとなった。
2002年（平成14年）、後述の大洋製鋼との間で事業統合が実施され、大同鋼板（初代）は日鉄鋼板株式会社（NITTETSU STEEL SHEET CORPORATION、略称：NISSC）に社名を変更した上で、製造部門を大同鋼板（2代目）へ分割、大洋製鋼を製造子会社とした。この事業統合により事業持株会社の日鉄鋼板と製造子会社の大同鋼板（2代目）・大洋製鋼という形態となったが、2004年（平成16年）にさらなる統合が実施され、日鉄鋼板は製造子会社2社を合併した。また、新日鉄との間で株式交換が行われ、同社の完全子会社となった。この結果、東証1部・大証1部での株式上場を廃止している。
- 1899年（明治32年） - 富永商店創業。
- 1924年（大正13年）9月 - 尼崎工業所（現・西日本製造所尼崎地区）を設立、亜鉛めっき鋼板の製造を開始。
- 1934年（昭和9年）3月 - 富永鋼業株式会社に改組。
- 1941年（昭和16年）10月 - 大同製鋼と合併。
- 1950年（昭和25年）
  - 2月1日 - 大同製鋼から分離し、大同鋼板株式会社（初代）設立。
  - 12月4日 - 大阪証券取引所（第一部）に株式を上場。
- 1956年（昭和31年）2月 - 尼崎鉄器工業（のちの大同鉄器、現・ジャパンペール）を買収。
- 1957年（昭和32年）1月 - 富士製鐵が資本参加[3]。
- 1961年（昭和36年）10月2日 - 東京証券取引所第一部に株式上場。
- 1971年（昭和46年）9月 - 湖南製造所を設置。
- 2002年（平成14年）10月1日 - 日鉄鋼板株式会社に社名変更。製造部門を大同鋼板（2代目）として分離。大洋製鋼を子会社化。
- 2003年（平成15年）11月 - 大同鉄器の株式を新日鉄に売却。
- 2004年（平成16年）
  - 4月1日 - 日鉄鋼板が大同鋼板（2代目）と大洋製鋼を合併[4]。
  - 7月27日 - 東証1部・大証1部での上場を廃止。
  - 7月31日 - 株式交換により、新日鉄の完全子会社となる[5]。
- 2006年（平成18年）12月1日 - 日鉄住金鋼板に社名変更。

### 大洋製鋼
- 1961年（昭和36年）9月5日 - 大阪造船所（現・ダイゾー）と富士製鐵の共同出資により、大洋製鋼株式会社設立[3]。
- 1964年（昭和39年）7月 - 船橋工場（現・船橋製造所）が操業開始。
- 2002年（平成14年）10月1日 - 日鉄鋼板の製造子会社となる。
- 2004年（平成16年）4月1日 - 日鉄鋼板に合併。

### 住友金属建材
- 1951年（昭和26年）2月 - 博多鋼板株式会社設立。
- 1961年（昭和36年）9月8日 - 住金鋼材工業株式会社設立。
- 1966年（昭和41年）10月1日 - 博多鋼板がイゲタ鋼板株式会社に社名変更。
- 1982年（昭和57年）8月2日 - 株式会社野崎栄蔵商店がイゲタ建材株式会社に社名変更。
- 1997年（平成9年）10月1日 - 住金鋼材工業がイゲタ鋼板・イゲタ建材を合併し、住友金属建材株式会社に社名変更。
- 2006年（平成18年）12月1日 - 会社分割により、建材薄板部門を日鉄鋼板（日鉄住金鋼板に社名変更）に、道路・土木商品部門を日鐵建材工業（日鐵住金建材に社名変更）に移管。
- 2007年（平成19年）7月2日 - 解散。

### 日鉄住金鋼板
- 2006年（平成18年）12月1日 - 日鉄鋼板が日鉄住金鋼板株式会社に社名変更し、住友金属建材の建材薄板部門を統合。
- 2008年（平成20年）
  - 4月1日 - 新日鉄の完全子会社である北海鋼機株式会社を、株式交換により完全子会社化[6]。
  - 11月11日 - 溶融亜鉛めっき鋼板の販売をめぐる独占禁止法違反（不当な取引制限）の疑いで、日新製鋼・淀川製鋼所とともに公正取引委員会より告発される[7]。翌2009年（平成21年）に罰金1億6千万円の有罪判決[8]。
- 2012年（平成24年）4月1日 - 親会社の統合により、新日鐵住金株式会社の完全子会社となる。

### 日鉄鋼板
- 2019年（平成31年）4月1日 - 親会社である新日鐵住金の日本製鉄への商号変更に伴い、日鉄鋼板株式会社に商号変更[9]。
- 2020年（令和2年）7月1日 - 日鉄日新製鋼建材を合併。

## 主なグループ企業
- 北海鋼機株式会社 - めっき鋼板・塗装鋼板メーカー。完全子会社。
- 東海カラー株式会社 - 塗装鋼板メーカー。完全子会社。
- 株式会社メタル建材 - 金属屋根メーカー。完全子会社。
- ニスク販売株式会社 - 商社。日鉄物産も出資。
- ビルトマテリアル株式会社 - 商社。
- 西日本ファクトリーサービス株式会社
- 船橋ファクトリーサービス株式会社
- 大洋ケミカル株式会社
- 株式会社トーア
- 大同商運株式会社
- 日鉄住金鋼板貿易（上海）有限公司 - 中華人民共和国上海市にある。